# Książę w Nowym Jorku
Książę w Nowym Jorku lub Wypad do Ameryki (tyt. oryg. Coming to America) – amerykańska komedia romantyczna z 1988 w reżyserii Johna Landisa, z Eddiem Murphym w roli głównej.
Odtwórcy głównych ról, Eddie Murphy i Arsenio Hall grają tu kilka dodatkowych ról, a ich charakteryzacja przyniosła filmowi dwie nominacje do Oscara. Ralph Bellamy i Don Ameche występują tu w rolach cameo, odtwarzając swe role z filmu Nieoczekiwana zmiana miejsc (1983).

## Fabuła
Na 21. urodziny Akeem, książę afrykańskiego królestwa Zamundy, ma się ożenić z kobietą, której nie widział. Ale młodzieniec chciałby znaleźć żonę, która go pokocha za to jaki jest, a nie za to kim jest. Potajemnie, wraz ze służącym Semmim, wyrusza więc do dzielnicy Queens w Nowym Jorku, myśląc, że tam mieszkają same królowe (ang. queens = „królowe”). Jednak rzeczywistość okazuje się inna, niż sobie wyobraża. Podejmuje pracę w barze szybkiej obsługi. Tam znajduje miłość swego życia.

## Obsada
- Eddie Murphy – książę Akeem/Clarence/Randy Watson/Saul
- Arsenio Hall – Semmi/strasznie brzydka dziewczyna/Morris/wielebny Brown
- James Earl Jones – król Jaffe Joffer
- John Amos – Cleo McDowell
- Madge Sinclair – królowa Aoleon
- Shari Headley – Lisa McDowell
- Paul Bates – Oha
- Eriq La Salle – Darryl Jenks

## Nagrody i nominacje
Oscary za rok 1988
- Najlepsze kostiumy – Deborah Nadoolman (nominacja)
- Najlepsza charakteryzacja – Rick Baker (nominacja)